# Dans la forêt près du front

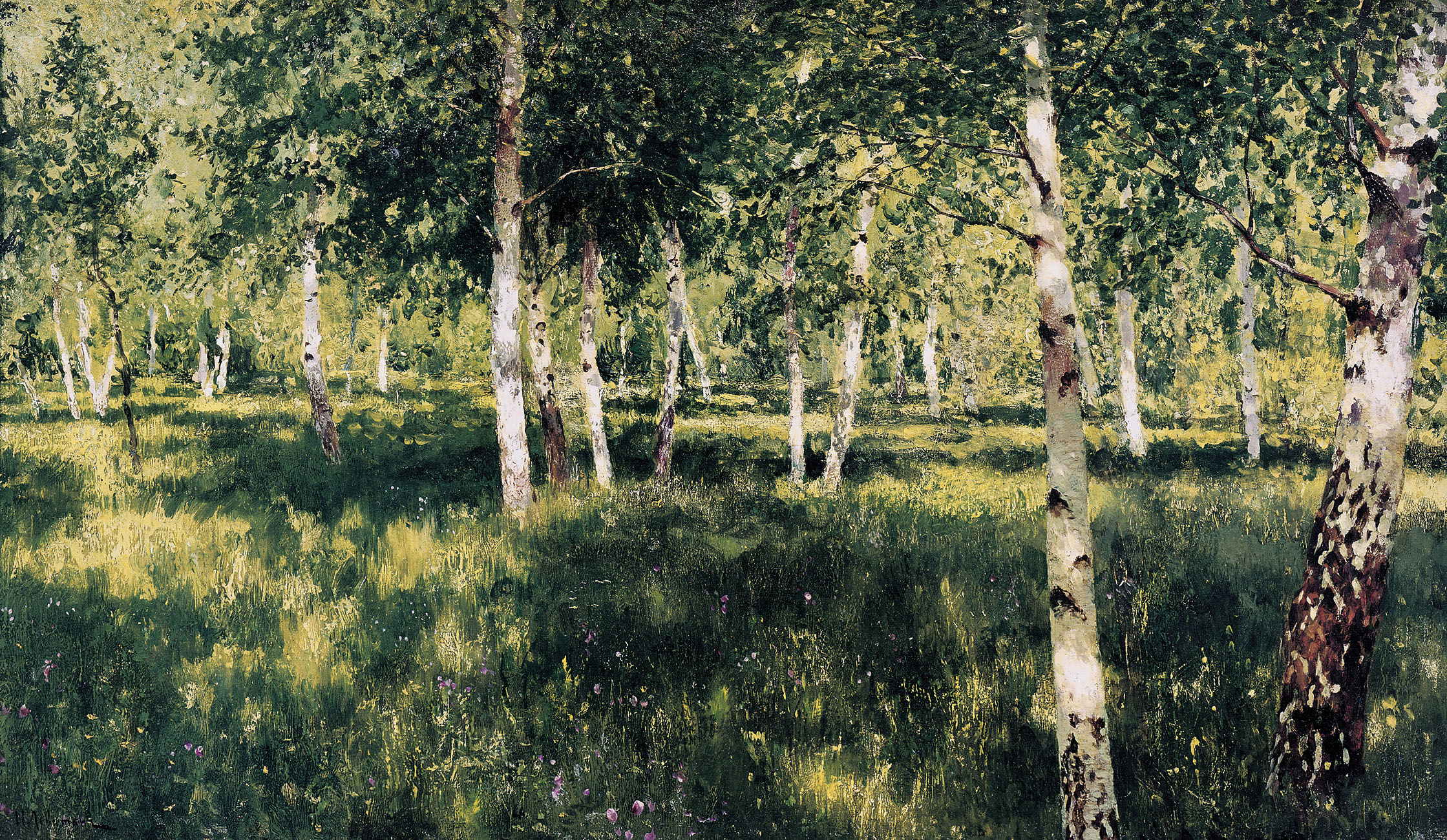
Une forêt russe typique.

« Dans la forêt près du front », ou en russe В лесу́ прифронтово́м (V lesu prifrontovom) est une chanson populaire du compositeur Matveï Blanter avec des paroles de Mikhaïl Issakovski. Le poème d'Isakovsky a été écrit en 1942 et la création de la chanson par Blanter est généralement datée de 1943.

## Histoire
À l'automne 1941, un groupe d'écrivains, de poètes et d'artistes moscovites, ainsi que leurs familles, furent évacués de la capitale vers la ville de Tchistopol, en République socialiste soviétique autonome tatare, située sur la rivière Kama. Parmi eux se trouvait le poète Mikhaïl Issakovski, qui ne pouvait pas être au front en raison de ses problèmes de vue. Là, à Tchistopol, en 1942, il écrivit des poèmes sur la base desquels naquit plus tard la chanson « Dans la forêt près du front ». Ce poème a été publié pour la première fois dans le journal « Tatarie rouge » (Красная Татария).
Dans la version originale d'Issakovski, le poème s'intitulait « Dans la forêt sur le front » (В прифронтовом лесу) et était dédié à son épouse Lydia. Sous la même forme, sous le même nom et avec la même dédicace, il a été reproduit dans les œuvres complètes d'Issakovski, publiées à la fin des années 1960.
Mikhaïl Issakovski écrit : « Les poèmes ont été écrits à Kama, alors que c'était la deuxième année de la guerre. En travaillant, j'imaginais une forêt russe, légèrement colorée par l'automne, un silence inhabituel pour des soldats qui sortaient tout juste d'une bataille, un silence que même un accordéon ne pouvait troubler. J'ai envoyé des poèmes à mon ancien camarade Matveï Blanter [les deux avaient créé Katioucha ensemble]. Quelques mois plus tard, j'ai entendu à la radio comment « Dans la forêt près du front » était interprété par Efrem Flaks ».
Le compositeur Matveï Blanter se souvient quant à lui : « Et en 1942, j'ai reçu une lettre d'Issakovski : "Matveï, j'ai écrit de la poésie. Peut-être que cela garantira au moins une certaine participation à la guerre". Dès les premières phrases, il était clair que ces poèmes en valaient la peine. C'est ainsi qu'est apparue la valse "Dans la forêt près du front" ». Apparemment, lors de la création musicale, Blanter a été guidé par les intonations de la valse Le rêve d'automne (ru) d'Archibald Joyce mentionnée dans le poème d'Issakovski, ainsi que par sa propre valse Réminiscences.
Pendant la guerre, la chanson « Dans la forêt près du front », qui raconte les souvenirs des soldats se reposant avant la bataille, a gagné en popularité dans tout le pays. Cependant, le contenu principal de la chanson n'est pas seulement les souvenirs lyriques d'une vie paisible, mais aussi le fait que le chemin vers la maison et vers un être cher passe par la lutte contre l'ennemi, des épreuves et des tribulations difficiles.
Matveï Blanter reçoit le prix Staline en 1946 pour ses chansons « Sous les étoiles des Balkans » (Под звёздами балканскими), « Sur le long chemin » (В путь-дорожку дальнюю), « Ma bien-aimée » (Моя любимая) et « Dans la forêt près du front ». Pour cette dernière composition, Mikhaïl Issakovski reçoit quant à lui un prix Staline dès 1943. 
La chanson demeure populaire après la guerre. Elle a été jouée à plusieurs reprises lors des concerts finaux des festivals de télévision « Chanson de l'année » : Alexeï Pokrovsky l'a interprétée en 1974 et Pavel Babakov (ru) en 1980.
Dans les années 1990, au cours d'entretiens avec le compositeur Nikita Bogoslovski, il a été suggéré que Matveï Blanter aurait pu emprunter la mélodie de la chanson « Dans la forêt près du front » au compositeur prussien Victor Matyasovich, et plus précisément à sa valse « Reine de la nuit » (Königin der Nacht), telle qu'elle aurait été publié en 1925 à Chemnitz. Hormis les déclarations de Bogoslovski, aucune autre preuve ou preuve documentaire d’un tel emprunt n’est connue.

## Interprètes
Au cours de son histoire, la chanson  a été incluse dans le répertoire de nombreux interprètes célèbres, tels que Efrem Flax (le premier interprète de la chanson), Vadim Kozine, Nadejda Oboukhova, Maïa Kristalinskaïa, Solomon Khromchenko, Gueorgui Vinogradov, Ivan Kozlovski, Alexeï Pokrovski, Anatoly Alexandrovitch, Dmitry Gnatyouk, Tamara Sinyavskaya, Vladimir Trochine, Lioudmila Gourtchenko, Pavel Babakov, Alibek Dnichev, Oleg Pogoudine, Tatiana Ovsienko, Ekaterina Gousseva, Serge Gainsbourg, les Chœurs de l'Armée rouge, et bien d'autres.